# Fucina di Bruzolo

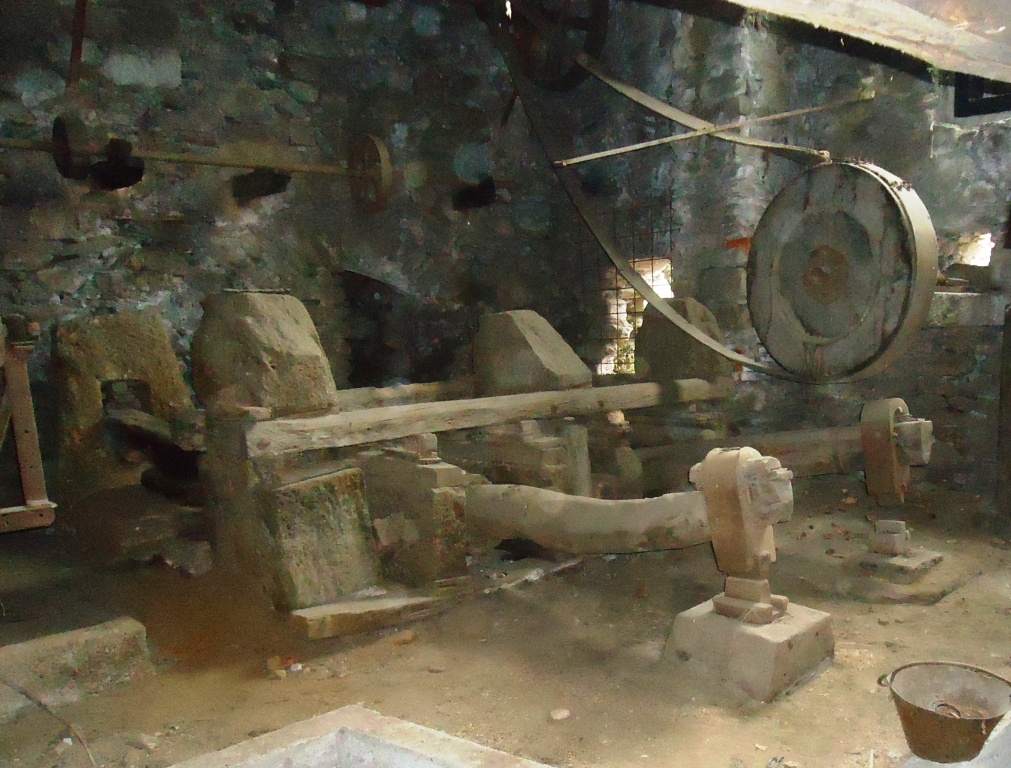
Magli della Fucina di Bruzolo

La fucina di Bruzolo, parte del feudo di Bruzolo, è considerata una delle più antiche del Piemonte, risalendo al XIII secolo. Appartenuta dal 1797 alla famiglia Olivero, nella sua parte più antica è stata acquisita negli anni '90 dal Comune di Bruzolo, che ha sottoposto le coperture a un restauro urgente il cui obiettivo è quello di fare della fucina un ecomuseo, per il quale si attendono ancora i finanziamenti. Ultimo fabbro ad utilizzarla è stato Michele Olivero, discendente della famiglia che acquistò i possedimenti del feudo di Bruzolo.
È posta alla sommità del paese, nei pressi dell'antico Mulino Varesio.

## La storia
Interessante un documento del 1282 riguardante il Cartario della Certosa di Montebenedetto sita nel territorio di Villar Focchiardo, secondo cui "Il monastero di Montebenedetto, ad istanza d'Ugone Bertrandi di Chianoc, dà in enfiteusi boschi e pascoli a certi Carrera e Ventura che intendevano impiantare fucine da lavorarvi il ferro", precisamente, secondo il documento, sul territorio di Bruzolo.

## Il funzionamento

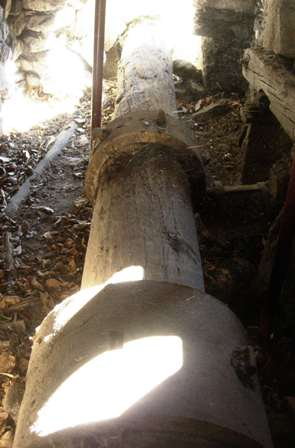
Albero di trasmissione dei magli della Fucina di Bruzolo

La fucina operava tramite una forgia costruita in un antico edificio in pietra. Una ruota collocata sul canale che derivava le acque del rio Pissaglio verso l'abitato di Bruzolo, costruita in legno e pietra (a mo' di volano), serviva a dare il moto ai magli. Questi erano collegati alla ruota tramite un albero ligneo di trasmissione del moto. La fucina antica con la ruota in funzione venne ripresa dalla RAI - Radio Televisione Italiana negli anni '60 per descriverne il funzionamento.

## Restauri e visite
Il Comune di Bruzolo sul finire del Novecento acquisì l'edificio il cui pesante tetto in lose minacciava di crollare sulle strutture interne, travolgendole: per scongiurare tale rischio venne restaurata immediatamente la copertura, con il progetto di farne un ecomuseo. In attesa di finanziamenti specifici per una musealizzazione definitiva, la Fucina è inserita nel circuito di visita della "Giornata per l'archeologia in Valle di Susa" che si tiene ogni anno intorno alla quarta domenica di Settembre.